# 奧古斯特·馬克
奧古斯特·馬克（August Macke，1887年1月3日—1914年9月26日）是一位德國表現主義畫家，藍騎士的領袖人物之一。他是德國最早的表現主義畫家之一，推動了其在德國的發展。 
他出生于德國梅舍德，但一生中大多數時間都在波恩創作，亦曾短暫地前往圖恩湖和歐洲其他地區尋求靈感。第一次世界大戰爆發後參軍，兩個月後死於法國香檳前線。
1997年及2000年他的兩幅畫售出超過200萬美元的高價， 而《Im Bazar》（1914）則在2011年拍出396萬英鎊的價格。

## 外部連結
- 官方網站
- 傳記 （页面存档备份，存于） Artchive.com
- www.augustmacke.org （页面存档备份，存于） - 傳記和作品